# NGC 5874
NGC 5874 (również PGC 54018 lub UGC 9736) – galaktyka spiralna z poprzeczką (SBc), znajdująca się w gwiazdozbiorze Wolarza. Odkrył ją Lewis A. Swift 11 czerwca 1885 roku.
W galaktyce tej zaobserwowano supernową SN 1999A.